# Léon Reuter
Léon Reuter (Aarlen, 3 februari 1901 - 26 maart 1979) was een Belgisch senator.

## Levensloop
Reuter was landbouwkundig en bosbouwkundige ingenieur.
Hij werd gemeenteraadslid van Aarlen in 1964 en schepen in 1971. 
In 1965 werd hij liberaal senator voor het arrondissement Aarlen, in opvolging van de overleden Germain Gilson, en vervulde dit mandaat tot in 1971.